# Keratoisis macrospiculata
Keratoisis macrospiculata är en korallart som först beskrevs av Kükenthal 1915.  Keratoisis macrospiculata ingår i släktet Keratoisis och familjen Isididae. Inga underarter finns listade i Catalogue of Life.